# Осипян, Эраст Эрнестович
Эраст Эрнестович Осипян (родился 15 января 1965 года) — советский и российский футболист, нападающий и полузащитник.

## Карьера
Воспитанник пятигорского футбола. В 1982 году подписал первый контракт с ставропольским «Динамо», в составе которого играл до 1984 года. В 1985—1986 годах играл за октемберянский «Спартак» и «Котайк». В 1987 году перешёл в ереванский «Арарат», выступавший на тот момент в высшей лиге. За 4 года в «Арарате» сыграл 78 матчей в чемпионате СССР, в которых забил 7 мячей. В 1991 году вернулся в ставропольское «Динамо», которое после распада СССР стало играть в высшей лиге. 1 апреля 1992 года в матче против ЦСКА дебютировал в чемпионате России. А 2 мая этого же года в матче против воронежского «Факела» забил первый гол в высшем дивизионе. Во втором сезоне за «Динамо» потерял место в стартовом составе, и в 1993 году перешёл в «Интеррос», за который сыграл 2 матча. В 1994 году перешёл в тольяттинскую «Ладу», игравшую на тот момент в чемпионате России. За два сезона в «Ладе» на поле провёл 176 минут (сыграл в 1994 году в одном матче чемпионата и в 1994 и 1995 годах — по одному матчу в Кубке России). В 1997 году завершил карьеру игрока, последним клубом стал «Спартак-Орехово».